# Pierre Lehardy
 (septembre 2019).
Si vous disposez d'ouvrages ou d'articles de référence ou si vous connaissez des sites web de qualité traitant du thème abordé ici, merci de compléter l'article en donnant les références utiles à sa vérifiabilité et en les liant à la section « Notes et références ».
Ne doit pas être confondu avec Antoine-François Hardy.
Pierre Lehardy, né à Dinan (Côtes d'Armor) le 10 février 1758, mort guillotiné à Paris le 31 octobre 1793, est un homme politique de la Révolution française.

## Biographie
Pierre Lehardy est docteur en médecine et procureur-syndic du district de Josselin lorsqu'il est élu en septembre 1792, le deuxième sur huit, député du département du Morbihan. Aux côtés de Doulcet de Pontécoulant et de Chambon, il est élu secrétaire de la Convention en avril 1793 sous la présidence de Marc David Lasource.
Il siège dans les rangs de la Gironde. Lors du procès de Louis XVI, il vote pour la détention, l'appel au peuple et le sursis à l'exécution de la peine. En février 1793, il demande que Marat soit mis en accusation et vote en faveur de cette mesure en avril. Il est dénoncé par les sections parisiennes puis par Marat en mai comme membre de la « faction des appelans au peuple et des suppôts du royalisme, soi-disant hommes d’État ». Il vote en faveur du rétablissement de la Commission des Douze.
Lehardy est décrété d'arrestation au terme de la journée du 2 juin et décrété d'accusation le 3 octobre au terme du rapport d'Amar au nom du Comité de Sûreté générale. Ainsi que les vingt autres députés girondins, il est traduit devant le tribunal révolutionnaire entre le 3 et le 9 brumaire (entre le 24 et le 30 novembre) et est condamné à mort le 10 (le 31 octobre).